# 罗斯福 (明尼苏达州)
罗斯福（英語：Roosevelt）是一个美國城市，位於明尼苏达州羅索縣。根據2010年的人口普查，當地人口為151人。

## 地理
根据美国人口普查局，该城市的总面积為1.04平方英里（2.69平方）。